# Assurance bateau en France
 (juin 2012).

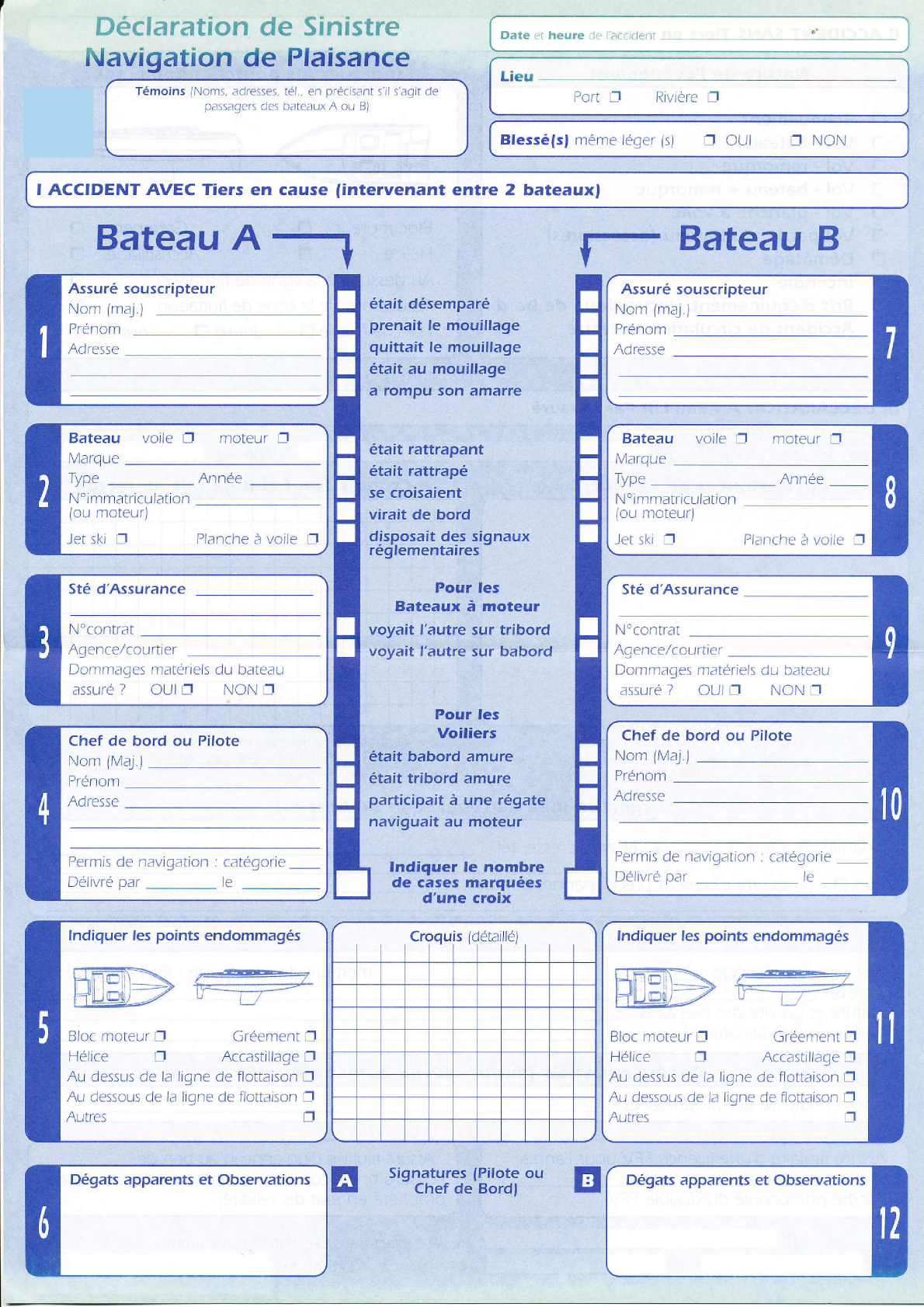
Constat amiable pour les bateaux de plaisance.

Il n'existe aucune obligation d'assurance pour une embarcation, contrairement à l'automobile par exemple. Cette absence d'obligation concerne aussi bien la responsabilité civile que le bateau en lui-même.
Naviguer en mer n'est soumis légalement à aucune assurance spécifique obligatoire.
En effet les bateaux de plaisance, les voiliers ainsi que les bateaux à moteur sont majoritairement couverts par la responsabilité civile du contrat multirisque habitation.
Toutefois, ces garanties sont souvent insuffisantes, il existe ainsi des assurances spécifiques pour les bateaux qui protègent en cas de collision avec un autre bateau, de blessures causées à un passager, un nageur ou un plongeur, d'un naufrage etc.
En théorie tous les types d'embarcation peuvent être assurés mais les garanties diffèrent selon le véhicule : 
- Bateau de plaisance à usage personnel,
- Navire de plaisance à utilisation commerciale
- Voilier
- Yacht
- Bateau Pneumatique
- Péniche ou bateau Fluvial

En cas d'incident entre 2 navires ou si éperonnage, le constat juridique rédigé par l'équipage porte le nom de "rapport de mer". Il est transmis à la compagnie d'assurance, aux armateurs éventuels (propriétaires), et est consigné dans le livre-de-bord. 

## L'assurance du bateau
Voici les différentes assurances de bateau décrites par le site de l'administration française service-public.fr.

### L'assurance corps
L'assurance corps sert à rembourser les frais de réparation d'un bateau après une avarie, ou indemnise du bateau lui-même s'il est perdu ou détruit à cause d'évènements extérieurs prévus dans le contrat (incendie, tempête, naufrage).
En souscrivant l'assurance, il est demandé la valeur d'assurance de l'embarcation qui représentera la garantie maximale de l'assureur.

### L'assurance vol de bateau
L'assurance vol couvre évidemment le vol du bateau, mais également le vol par effraction des objets qu'il contient, ainsi que les dégâts causés par le vol ou la tentative de vol.
La garantie d'assistance aux personnes est, quant à elle, comprise dans le contrat d'assurance du bateau, ou par un contrat séparé et elle porte sur le rapatriement des personnes blessées, l'expédition de pièces détachées...

### L'assurance de location de bateaux entre particuliers
Lorsque vous décidez de louer votre bateau, il est indispensable d'être correctement assuré. Pour cela voici ce qui est garantie par la majorité des assurances :

#### La couverture du propriétaire
- Dommages, pertes et vol (accident, incendie, échouement, naufrage...)
- Frais de renflouement
- Frais de retirement

Ainsi que vos équipements
- Matériels de navigation
- Accastillage
- Annexes
- Moteurs
- Voilure

#### La couverture du Locataire
- Responsabilité civile (dommages causés à autrui)
- Frais de remorquage
- Frais de sauvetage
- Frais de recherche
- Défense juridique

### Garanties annexes
Souscrire une assurance de bateau permet de profiter selon les cas de différentes garanties supplémentaires :
- Frais de retirement (s'applique lorsque l'épave d'un bateau doit être enlevée si elle représente une entrave à la navigation maritime).
- La Garantie Individuelle marine qui sert à couvrir le versement des indemnités prévues en cas d'accident corporel dont toute personne à bord serait victime en cours de navigation, lors de la montée à bord ou de la descente du bateau.
- Indemnités d'assistance du bateau (pour le sauvetage en mer)
- Garantie pour les frais liés à la remorque de bateau.
- Garantie protection juridique

## La Responsabilité Civile
L'assuré peut être couvert par la garantie responsabilité civile d'un contrat multirisque habitation. Celle-ci est indispensable, car en cas d'accident, le navigateur est obligé d'indemniser les victimes.

### Le contrat spécifique multirisque plaisance
Ce contrat dure le plus souvent un an et il est reconduit tacitement. Il est également possible de le limiter à la période d'utilisation du bateau. À noter que les membres d'un club nautique, affiliés à une fédération sportive, sont automatiquement assurés. Certaines assurances multirisques ne couvrent ni les coéquipiers, ni les personnes qui empruntent le bateau, s'ils n'ont pas eux-mêmes une licence.

## Les Tarifs d'assurance de bateau
Les prix d'assurance de bateau sont dépendants de plusieurs facteurs :
- La valeur du bateau (valeur assurée, année, moteur et de sa taille)
- Le niveau d'assurance souhaité
- La zone de navigation
- Le nombre de garanties souscrites
- Le montant des objets personnels sur le bateau

Voici une estimation des tarifs d'assurance de bateau, en 2012, selon le type d'embarcation
| Garanties souscrites       | Hors bord 2 ans 100 CV valeur 50 000 € - Navigant 6 mois | In bord 20 ans 205 CV 10 000 € déclaré | déclaré 5 ans – 8 m 15 000 € - navigant 6 mois | 13,3 m valeur déclarée 5 000 € navigant 12 mois |
| -------------------------- | -------------------------------------------------------- | -------------------------------------- | ---------------------------------------------- | ----------------------------------------------- |
| Pertes et avaries          | X                                                        | -                                      | X                                              | X                                               |
| Vol                        | X                                                        | -                                      | X                                              | X                                               |
| Biens et effets personnels | X                                                        | -                                      | X                                              | -                                               |
| Frais de retirement        | X                                                        | -                                      | X                                              | X                                               |
| Responsabilité civile      | X                                                        | X                                      | X                                              | X                                               |
| Décès                      | -                                                        | -                                      | X                                              | -                                               |
| Invalidité Permanente      | X                                                        | -                                      | X                                              | -                                               |
| Dommages corporels assurés | X                                                        | -                                      | -                                              | X                                               |
| Prix assurance             | 410 à 700 €                                              | 200 €                                  | 210 à 320 €                                    | 1 300 €                                         |